# Masand
Un masand était dans le sikhisme un administrateur d'un diocèse. Cette fonction a été créée par Guru Amar Das (1479-1574). Masand vient du persan musnad, signifiant « trône » ou « coussin à inclinaison ». La structure au niveau géographique et de la société des masands a aidé à développer le sikhisme à cette époque. Une de leurs charges était la collecte d'un impôt afin de fournir aux plus démunis gite et nourriture lors de la visite des temples sikhs, notamment le Temple d'Or ; cette collecte s'appelait dasvand. Cependant, les décennies passant, les masands sont devenus corrompus et certains faisaient régner l'oppression. Guru Gobind Singh (1666-1708), avec entre autres la mise en place du Khalsa, a aboli cette fonction au profit d'un système plus démocratique.